# Mountougoula
Mountougoula is een gemeente (commune) in de regio Koulikoro in Mali. De gemeente telt 16.200 inwoners (2009).
De gemeente bestaat uit de volgende plaatsen:
- Bandougou
- Dara
- Darani
- Dialakorobougou
- Falani
- Faradala
- Farako-Darani
- Farako-Mountougoula
- Kognikoro
- Koungoudian
- Manakoroni
- Mountougoula
- Sanankorobougou
- Sébélakoro
- Tangala
- Tiènè